# Уст Пјалка
Уст Пјалка (рус. Усть-Пялка) река је која протиче источним делом Кољског полуострва на подручју Терског рејона Мурманске области Русије. Лева је притока реке Пјалице, у коју се улива на 1.100 метара узводно од њеног ушћа, и део басена Белог мора.
Свој ток започиње као отока маленог језера Пјалочно (површина језера је свега 1,4 km²) на надморској висини од 208 метара. У њеном кориту се налазе бројни брзаци и мањи водопади.
Укупна дужина водотока је 58 km, док је површина сливног подручја око 261 km². Просечан проток у зони недалеко од ушћа је 3,51 m³/s. Ширина реке је до 31 метар, а просечан пад речног корита је 3,53 метра по километру тока.
На њеним обалама се не налазе насељена места.